# Spea hammondii
Spea hammondii är en groddjursart som först beskrevs av Baird 1859.  Spea hammondii ingår i släktet Spea och familjen Scaphiopodidae. IUCN kategoriserar arten globalt som nära hotad. Inga underarter finns listade i Catalogue of Life.